# 箱根登山バス湯河原営業所
箱根登山バス湯河原営業所（はこねとざんバスゆがわらえいぎょうしょ）は、箱根登山バスの営業所。

## 概説
湯河原駅を中心とした箱根方面の観光路線と、湯河原町内・真鶴町内の地域路線を担当している。
箱根方面の路線については、伊豆箱根バスと多くの区間で競合している。その一方、地域路線については西武グループと小田急箱根グループの業務提携以前から相互乗り入れ形態での運行が行なわれており、特に真鶴岬への路線では、月ごとに担当便を入れかえる方法がとられている。
2001年から2003年までに車号表記に使用されていた記号は、「Yugawara（湯河原）」の頭文字の「Y」。

## 路線

### 現行路線
- 湯河原駅 - 不動滝 - 奥湯河原（伊豆箱根バスとの共同運行）
  - 不動滝と奥湯河原入口の途中にバスの反転場がある。
  - この区間運転便は基本的に伊豆箱根バスとの交互運行で、月ごとに担当便を入れ替えている。
- 湯河原駅 - 市営住宅 - ゆずり葉団地上
  - 熱海市内の住宅地への路線。
- 湯河原駅 - 吉浜 - 真鶴駅
- 湯河原駅 - 天保山 - 真鶴駅
- 湯河原駅 - 鍛冶屋 - 幕山公園
- 真鶴駅 - 山下浜 - 中川一政美術館 - ケープ真鶴
- 真鶴駅 - 幼稚園前 - 中川一政美術館 - ケープ真鶴
  - 上記2路線は伊豆箱根バスの単独運行に変更された。

湯河原町コミュニティバスの運行受託

### 休廃止路線
・湯河原駅 - 落合橋 - 不動滝 - 奥湯河原 - しとどのいわや - 大観山 - 箱根町 - 元箱根港
2020年度以降定期運行がなく、路線図からも削除された
・湯河原駅 - 落合橋 - 大丁橋

### 他の営業所に移管した路線
熱海地区の路線を伊豆東海バスに譲渡した際に、当営業所との共同管理区間であった、湯河原駅 - 伊豆山 - 熱海駅の運用は、伊豆東海バスの担当に一元化した。

## 車両
三菱・日野・いすゞの3社のバスを導入している。
通常の路線仕様の中型車・小型車が中心で、観光路線・地域路線のいずれにも運用される。箱根登山バス標準仕様とも呼べる高出力大型短尺車のトップドア車（乗降扉が前方1つだけ）は数台在籍しており、主に観光路線へ運用される。路線・定期観光の兼用として導入された車両もあった。
いすゞの大型車（キュービック）B896, B907は、沼津登山東海バスに移籍した。
以前定期観光バスの担当だった為に全車の方向幕に定期観光バス、箱根名所めぐりの表示があった。

## 参考資料
- バス・ジャパン ハンドブックシリーズR「58 東海自動車・箱根登山バス」